# Ernst Bloch
|  | Ikke at forveksle med den schweiziske dirigent Ernest Bloch, 1880-1959 |
Ernst Simon Bloch (født 8. juli 1885 i Ludwigshafen am Rhein, død 4. august 1977 i Tübingen) var en tysk marxistisk filosof.
Han var søn af en tyskassimileret jødisk jernbanearbejder. Sammen med sin tredje kone, arkitekten Karola Bloch, måtte han i 1934 flygte fra det tyske naziregime gennem Schweiz, Østrig, Frankrig, Tjekkoslovakiet og derfra til USA. Han vendte tilbage til DDR i 1949 og blev professor i filosofi i Leipzig. Efter at Berlinmuren blev bygget i 1961, flyttede han til Tübingen, hvor han fik et professorat.
Bloch var påvirket af Hegel og Marx og var ven med Georg Lukacs, Bertolt Brecht, Kurt Weill og Theodor W. Adorno. Blochs arbejder handlede blandt andet om forestillingen om, at der i en utopisk verden uden undertrykkelse og udbytning altid vil være en sand revolutionær kraft. Blochs arbejde var en inspirationskilde for studenteroprøret i 1968 og for befrielsesteologien.